# 時代村
株式会社時代村（じだいむら、英: Jidaimura Co., Ltd.）とは、日光江戸村を運営する企業である。かつては登別伊達時代村、伊勢時代村、加賀百万石時代村も運営していた。

## 概要
1982年9月30日に大新東株式会社の出資により観光・芸能事業における運営会社日光大江戸文化街株式会社として設立され、1984年6月に新東地域開発株式会社、1997年4月に株式会社時代村へ社名変更。1986年4月23日に栃木県塩谷郡藤原町にて日光江戸村、1992年4月23日に北海道登別市にて登別伊達時代村、1993年4月27日に三重県伊勢市にて伊勢戦国時代村（伊勢時代村）、1996年4月に石川県加賀市にて加賀百万石時代村を開園。
2003年に「世界の中の日本のテーマパーク」を志向し、グループ名称を「EDOWONDERLAND（江戸ワンダーランド）」と命名。4月1日に伊勢戦国時代村を「伊勢・安土桃山文化村」に名称変更。
2004年11月26日に親会社である大新東が債務超過解消のための抜本的再建策として、自家用自動車管理および自治体業務アウトソーシング事業へ事業特化することとなり、カレイド・ホールディングス（投資会社）を引受先とする第三者割当増資を実施。これにより大新東は観光・芸能事業からの撤退を発表して時代村運営を終了し、大新東の創業オーナー一族は保有株式を無償譲渡して各役職を辞任。12月21日に時代村とグループ会社の株式・債務が創業オーナーに対し、備忘価額にて譲渡したことにより時代村は大新東グループから離脱し、創業オーナーが経営する個人商店として再始動した。
2005年4月に独立採算を進める観点から、各時代村を会社分割により個別の独立法人へ改組。6月に新東地建株式会社が「まちおこし株式会社」に商号変更し、自治体イベントの企画・制作・各種コンサルティングを主業務とする会社として活動開始。
2006年1月30日に加賀百万石時代村を閉園し、5月に加賀百万石時代村の経営権を大江戸温泉物語（キョウデン系列）が取得。
2011年には俳優のユキリョウイチ（野口良一）が実父の後任として代表取締役社長に就任。
2023年12月には株式会社時代村と一般財団法人C.W.ニコル・アファンの森財団（長野県上水内郡信濃町）との「姉妹林」協定が締結された。

## 旧運営グループ
大新東株式会社の観光・芸能部門を統括するグループ子会社として、以下の企業により運営グループが構成されていた。
- 連結子会社
  - 株式会社時代村（全国の時代村の不動産・施設管理）
  - 新東地建株式会社（企画開発部門）
  - 伊豆歴史時代村株式会社（休眠会社）
  - 株式会社日本エンターテイメント（休眠会社）
  - 株式会社日光江戸村撮影所（休眠会社）
- 非連結子会社
  - 株式会社ジャングル（江戸村劇団の俳優の雇用会社、旧社名ジャパンアクションクラブ。ジャパンアクションクラブ関係者は後に独立してジャパンアクションエンタープライズを設立）
  - 新東保険管理株式会社（保険管理）
  - エヌアイ管理株式会社
  - 株式会社東葉（休眠会社）